# Чидамбарам
Чидамбарам — город в Тамил-Наду, одно из самых сакральных мест Индии, постоянно посещаемый паломниками. Это старинный храмовой город, расположенный в 150 милях от Мадраса. В этом огромном храмовом комплексе ритуалы проводят в редкой даже для Индии ведийской традиции.

## Храм Шивы-Натараджи

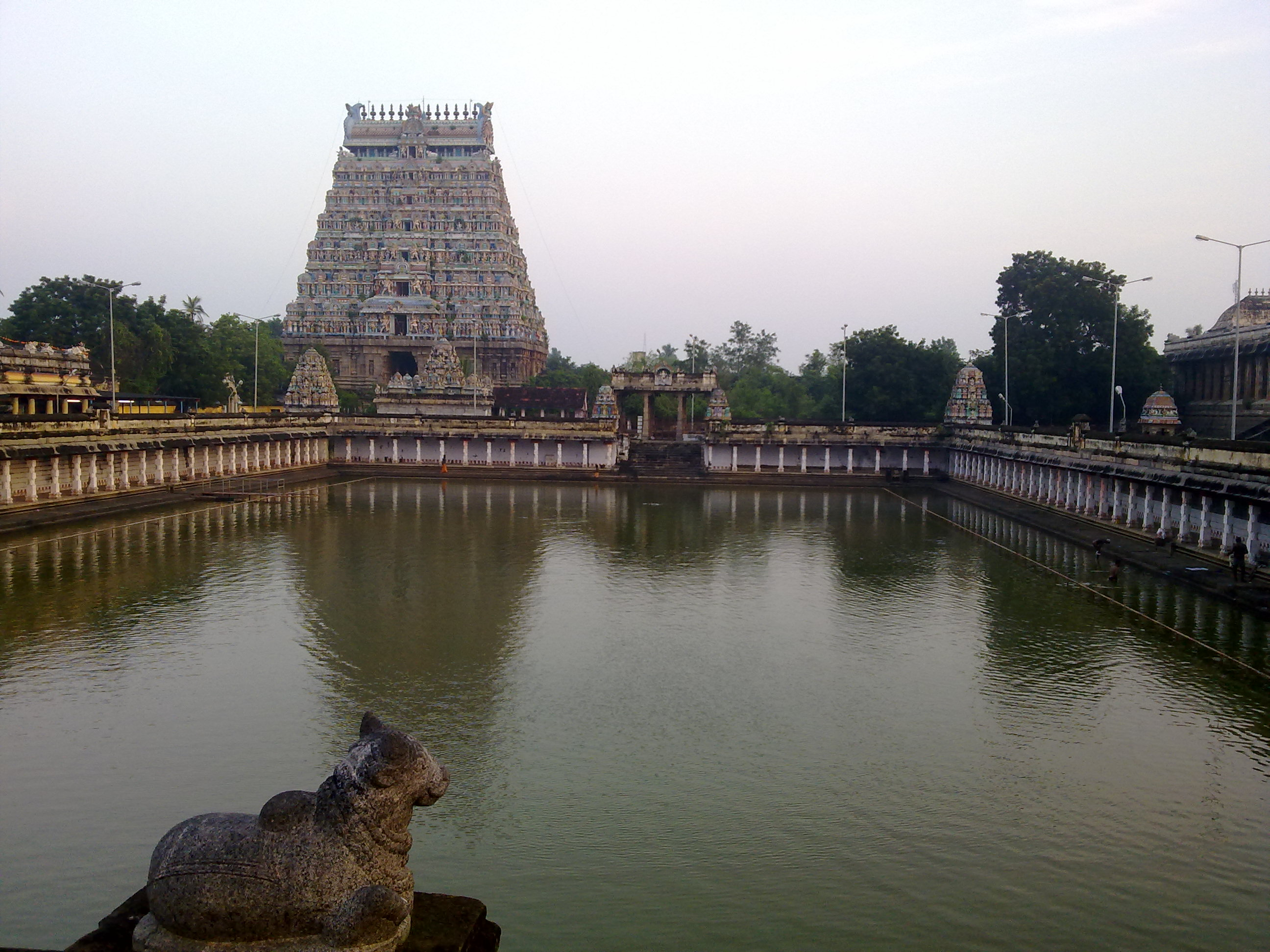
Храм Шивы-Натараджи

Центр Чидамбарама — его знаменитый главный храм. С ним связаны имена таких популярных в Южной Индии святых, как Маниккавасагар и Тирумулар. «Читамбарам» значит «Город бога космического танца». Первое упоминание о нём датируется 6 веком до нашей эры, но как утверждают мифы, построен он был намного раньше в честь Бога Шивы, танцующего свой космический танец. Танец Шивы имеет особый сакральный символ: в 108 движениях этого танца заключается информация о законах бытия. Храм Чидамбарам посвящён космосу, и Натараджа своим танцем символизирует его единство. Это-то и воплотили древние создатели Чидамбарама.
В южной Индии всего 5 храмов, символизирующих стихии. Каждый посвящён какой-то одной — земле, огню, воздуху, воде. А храмовый комплекс Чидамбарам посвящён 5 — самой тонкой и всеобъемлющей стихии — Акаше, которая пронизывает всю вселенную и в которой, как утверждает древнейшая ведийская традиция, заключена энергия Творения всего на свете. Поэтому каждая деталь храма открывает посвящённому самую суть природы вещей.
Крышу храма поддерживают 64 деревянные балки, она состоит из 21600 черепиц, которые удерживаются 72000 тысячами гвоздей. Деревянные балки символизируют 64 вида искусства, именно столько их есть. Количество черепиц обозначает число вдохов человека за одни сутки — от восхода до восхода Солнца, а число гвоздей соотносится с ритмом человеческого сердца.

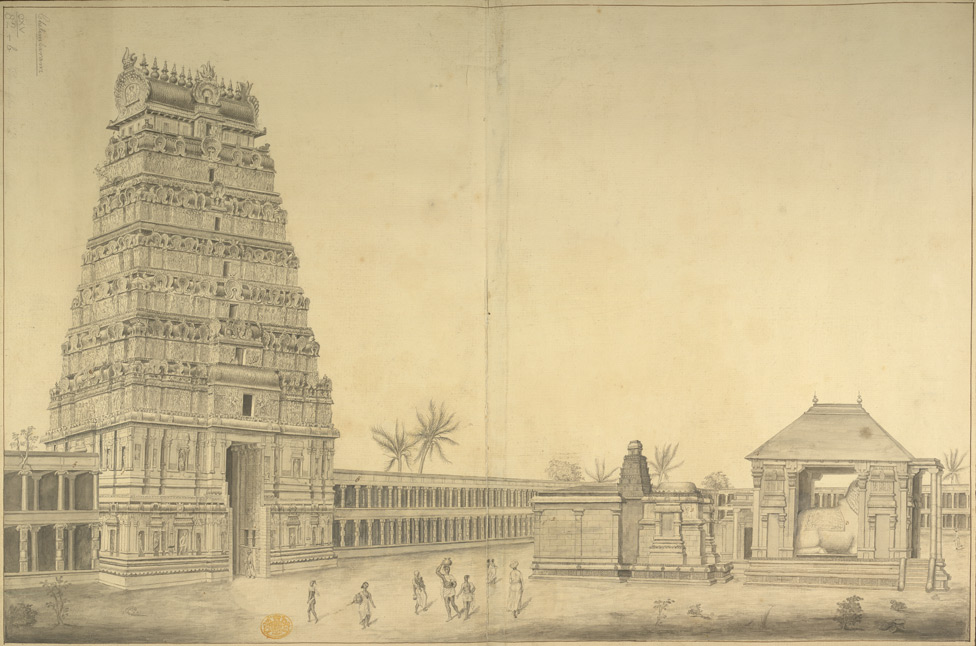
Вид на Храм. 1762 год.

Испокон веков ритуалы в этом храме совершает особая каста браминов — дикшитары, которые живут на территории комплекса много веков и ведут замкнутый образ жизни, служа своему храму неба.
В XVIII веке Чидамбарам был взят приступом конницей майсурского раджи Хайдара Али. Дикшитары забрали свои сокровища, богов и укрылись в лесу. Община разбрелась по разным местам, и в Чидамбарам вернулось только 400 семей. Все те, кто не возвратился, потеряли право быть жрецами и называться дикшитарами.
В Чидамбараме живёт 250 семей дикшитаров. Их дома занимают четыре прихрамовые улицы. Вся жизнь общины дикшитаров Натараджи сосредоточена вокруг храма.

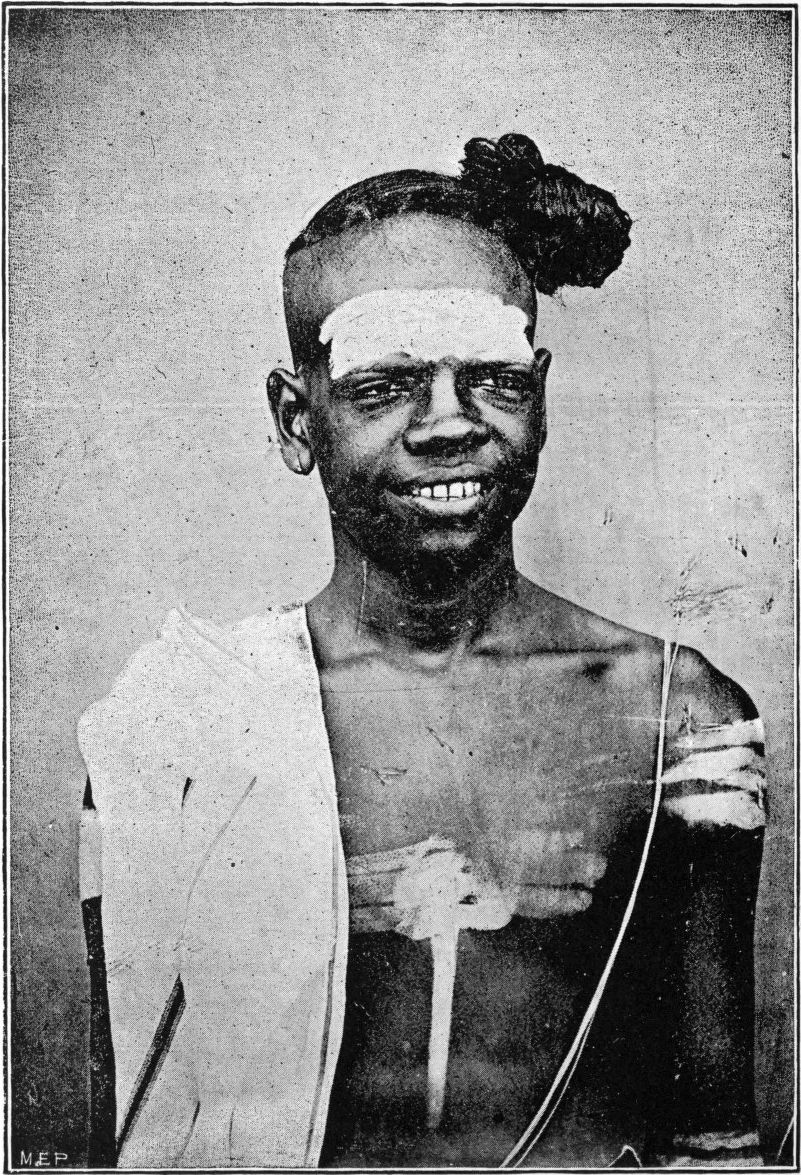
Дикшитар.

Все жрецы подчиняются храмовому совету, который возглавляет секретарь. Секретарь совета является в то же время и главой общины.

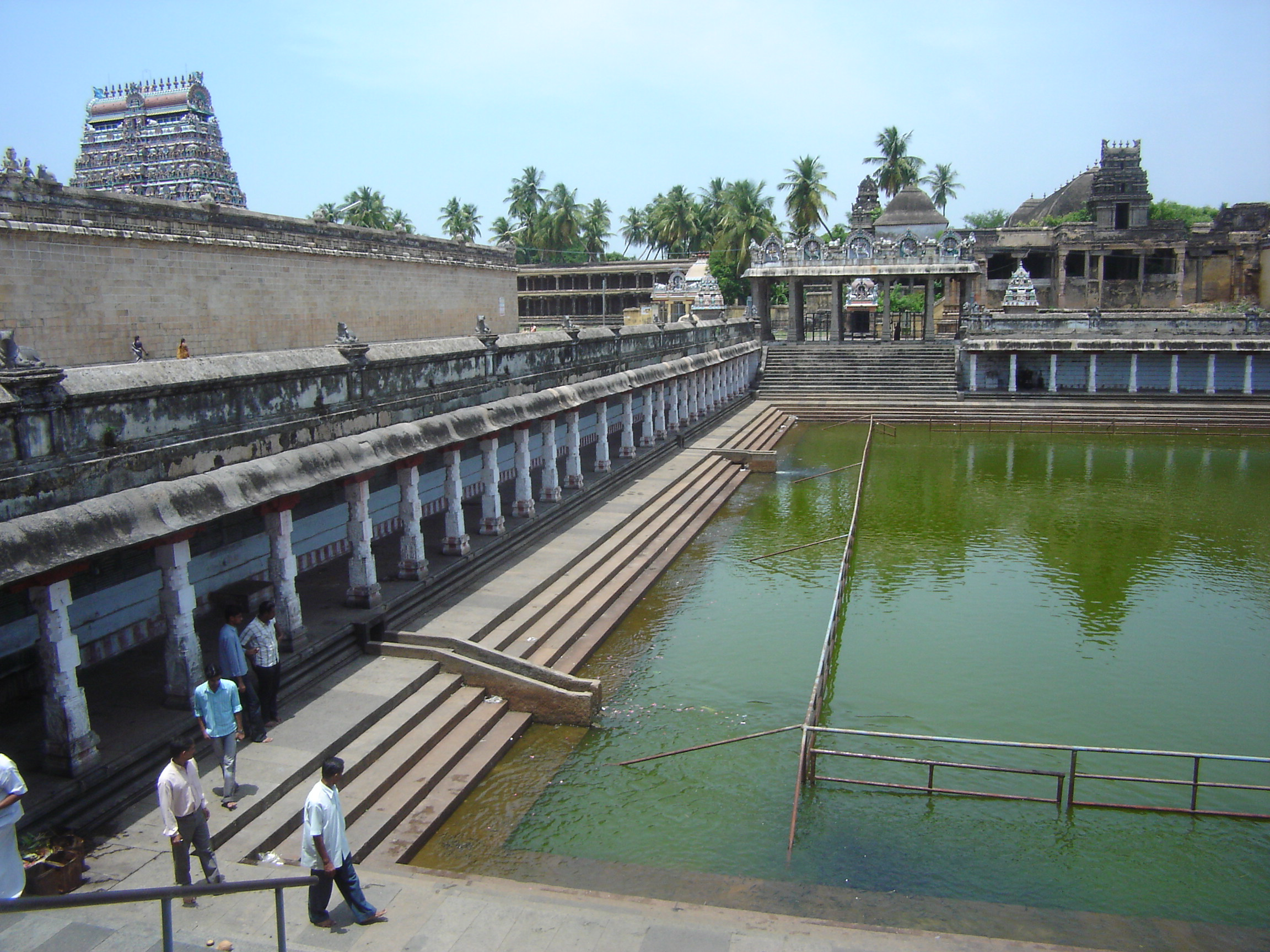
Шиваганга

На северной стороне храмового комплекса находится огромный водный резервуар Шиваганга.
Уникальной характеристикой храма является то, что здесь можно поклоняться как богу Шиве, так и богу Вишну.

## Образование
- Аннамалайский университет